# The Divine Woman
 The Divine Woman és una pel·lícula muda estatunidenca de Victor Sjöström estrenada el 1928.

## Argument
Mentre que resisteix les escomeses d'un antic amant de la seva mare, Marianne, una jove anglesa pobre, el colpeja i fuig pensant que l'ha matat. Es compromet llavors amb un soldat, Lucien, que s'ha d'incorporar al seu regiment; però decideix quedar-se amb ella. Torna finalment al seu regiment i confia Marianne a una valenta bugadera.
Però Marianne coneix el món del teatre i Henry Legrand que en fa una estrella i esdevé el seu amant. Lucien deserta per amor i es reuneix amb la jove; comprèn llavors que és l'amant de Legrand i ja no li pertany. Per tal de no arruïnar la carrera d'actriu de Marianne, Lucien s'acomiada. Però Marianne mai no ha deixat d'estimar Lucien i acaba abandonant el teatre, busca posar fi als seus dies però Lucien la troba i marxen junts cap a una nova vida.

## Repartiment
- Greta Garbo: Marianne
- Lars Hanson: Lucien
- Polly Moran: Madame Pigonier
- Lowell Sherman: Henry Legrand
- Dorothy Cumming :	Mme Zizi Rouck
- Johnny Mack Brown: Jean Lery
- Cesare Gravina: Gigi
- Paulette Duval: Paulette

## Al voltant de la pel·lícula
La pel·lícula The Divine Woman és una vaga adaptació de la vida de Sarah Bernhardt, morta cinc anys abans. De fet, el guió, escrit a mida per la Garbo, és una síntesi de la vida de Sarah Bernhardt i de la mateixa vida de Garbo. Aquesta pel·lícula li valdrà a Garbo el sobrenom de "La Divina", agafant així a l'actriu francesa el sobrenom que havia portat.
Aquesta pel·lícula es va creure durant molt de temps perduda i diferents informacions n'estan disponibles. Per exemple que una sola bobina està encara disponible a l'arxiu de la MGM. D'altra banda, ha estat recentment anunciat que aproximadament un 80% de la pel·lícula ha estat trobada en un arxiu rus, un material en fase de restauració. Una bobina ha estat difosa a Turner Classic Movies, 9 minuts només amb subtítols en rus.
Es tracta de la 12a pel·lícula de Greta Garbo que tenia llavors 23 anys, la 5a de la seva carrera a Hollywood.